# Saovabha-Institut

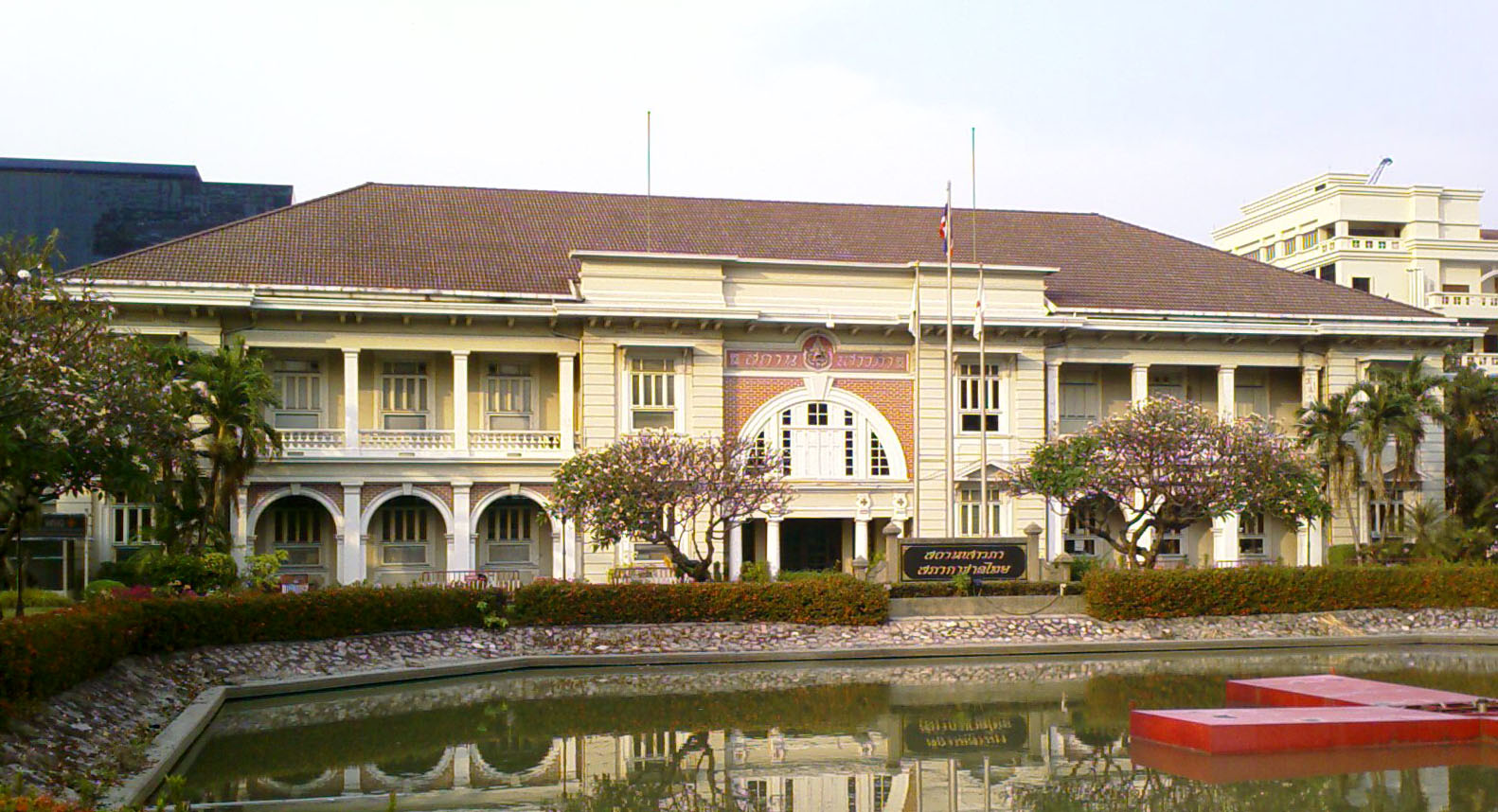
Hauptgebäude

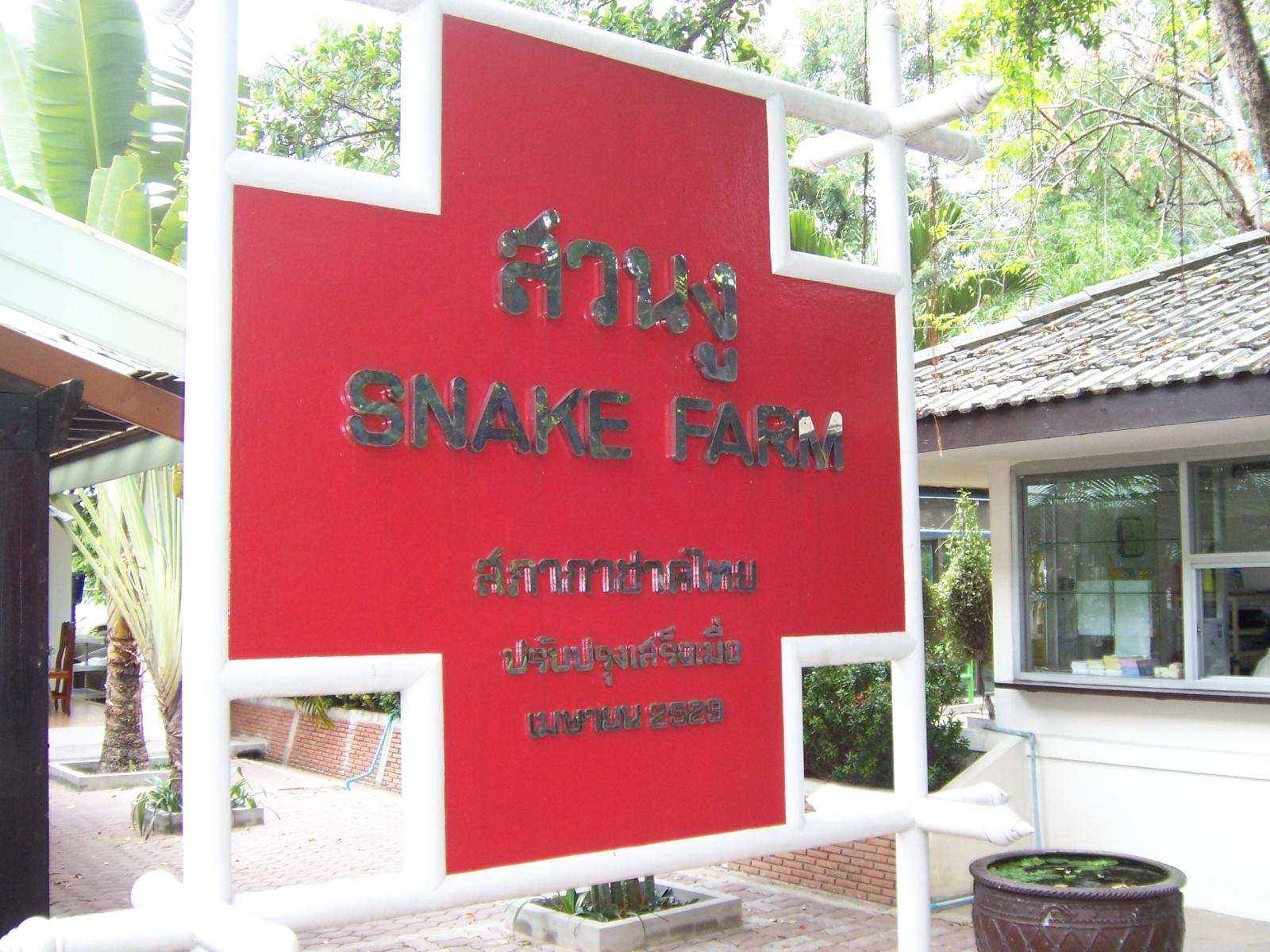
Eingang zur Schlangenfarm des Saovabha-Instituts

Das Saovabha-Institut (thailändisch สถานเสาวภา สภากาชาดไทย, RTGS: Sathan Saowapha Sapha Kachat Thai, „Saovabha-Institut der thailändischen Rotkreuz-Gesellschaft“, englisch Queen Saovabha Memorial Institute, früher Pasteur-Institut Bangkok) ist ein Institut für Antisera und Impfstoffe am Sitz des Thailändischen Roten Kreuzes im Bangkoker Bezirk Pathum Wan. Es ist nach Königin Saovabha Phongsri (1864–1919), einer der Hauptfrauen von König Rama V. (Chulalongkorn), benannt. Angeschlossen ist eine Schlangenfarm zur Zucht von Giftschlangen und Entwicklung der entsprechenden Gegengifte.

## Geschichte
Das Institut wurde 1912 während der Herrschaft von König Rama VI. (Vajiravudh) ins Leben gerufen, um Tollwut-Impfungen durchzuführen. Anlass war der Tod eines Mitglieds des Königshauses, Prinzessin Banlusirisarn Diskul, an unbehandelter Tollwut 1911. Die Einrichtung trug zunächst den Namen Pasteur-Institut zu Ehren Louis Pasteurs, des Entdeckers des ersten Impfstoffs gegen Tollwut. Es unterstand zunächst dem thailändischen Innenministerium. Der König unterstellte es 1917 der Thailändischen Rotekreuz-Gesellschaft, die am 8. April 1920 vom Internationalen Komitee vom Roten Kreuz als nationale Rotkreuz-Gesellschaft anerkannt wurde. Im Mai desselben Jahres stiftete Rama VI. das heutige Gebäude des Instituts und verlieh ihm den Namen seiner zuvor verstorbenen Mutter, Königin Saovabha. Es befindet sich in der Henri-Dunant-Straße, die nach dem Gründer der Internationalen Rotkreuz-Bewegung benannt ist.

## Schlangenfarm
Die dem Saovabha-Institut angeschlossene Schlangenfarm wurde am 22. November 1923 von der Präsidentin des thailändischen Roten Kreuzes, Königin Savang Vadhana (1862–1955), der Schwester Saovabhas und weiteren Hauptfrau Ramas V., eröffnet und war seinerzeit die zweite derartige Einrichtung weltweit.
Die Schlangenfarm umfasst eine Fläche von etwa 600 m², hat zwei Freigehege und mehrere Drahtgehege. Für Besucher gibt es zudem Ausstellungen und Vorträge mit anschließender Demonstration von ausgewählten Giftschlangen.
Gezeigt werden die rund 50 Giftschlangenarten Thailands, die zur Entwicklung von Antiseren gehalten werden. Die Entwicklung der Antiseren der verschiedenen Schlangengifte erfolgt mit Hilfe von Pferden, die das Schlangengift über Tage hinweg in geringer Dosis injiziert bekommen und mit der Zeit immun werden. Das aus dem Blut der Pferde produzierte Gegengift wird im ganzen Land an Krankenhäuser verteilt, um im Notfall nach Schlangenbissen eingesetzt werden zu können.